# صموئيل فرايدل
صموئيل فرايدل هو سياسي أمريكي، ولد في 18 أبريل 1898 في واشنطن العاصمة في الولايات المتحدة، وتوفي في 21 مارس 1979 في توسون في الولايات المتحدة. نشط حزبياً في الحزب الديمقراطي. وقد انتخب عضو مجلس النواب لولاية ماريلند ‏ وانتخب عضو مجلس النواب الأمريكي.